# Kasteel van Kleerbeek
Het Kasteel van Kleerbeek (ook: Kasteel van Troostemberg) is een kasteel ten zuiden van de tot de Vlaams-Brabantse gemeente Tielt-Winge behorende plaats Houwaart, gelegen aan de Kasteeldreef 4-8.

## Geschiedenis
Het betreft een landgoed waarop zich onder meer een cijnshoeve, een gerechtsgebouw en een watermolen bevonden. In 1795 werd het eigendom van de familie De Troostembergh. Na de Franse revolutie werd het feodale gerechtsgebouw omgebouwd tot een buitenhuis (huis van plaisantie). Er werd een min of meer formele tuin aangelegd maar van 1822-1865 werd deze veranderd in een landschapspark.
Omstreeks 1890 werd de hoeve afgebroken op één vleugel na, die omgebouwd werd tot koetshuis. In 1906 overleed Lucien de Troostembergh en kwam het goed aan Maximilien de Troostembergh. Deze liet in 1907 het kasteel verbouwen naar ontwerp van Theo Van Dormael, een medewerker van Joris Helleputte. Vanaf 1911 werd ook gewerkt aan een Franse tuin naar ontwerp van Auguste-Louis Delvaux.